# 雷納特 (北卡羅萊納州)
雷納特（英語：Rennert）是一個位於美國北卡羅萊納州羅伯遜縣的城鎮。

## 人口
根據2020年美國人口普查的數據，雷納特的面積為2.86平方千米，皆為陸地。當地共有人口275人，而人口密度為每平方千米96人。